# Wild T4

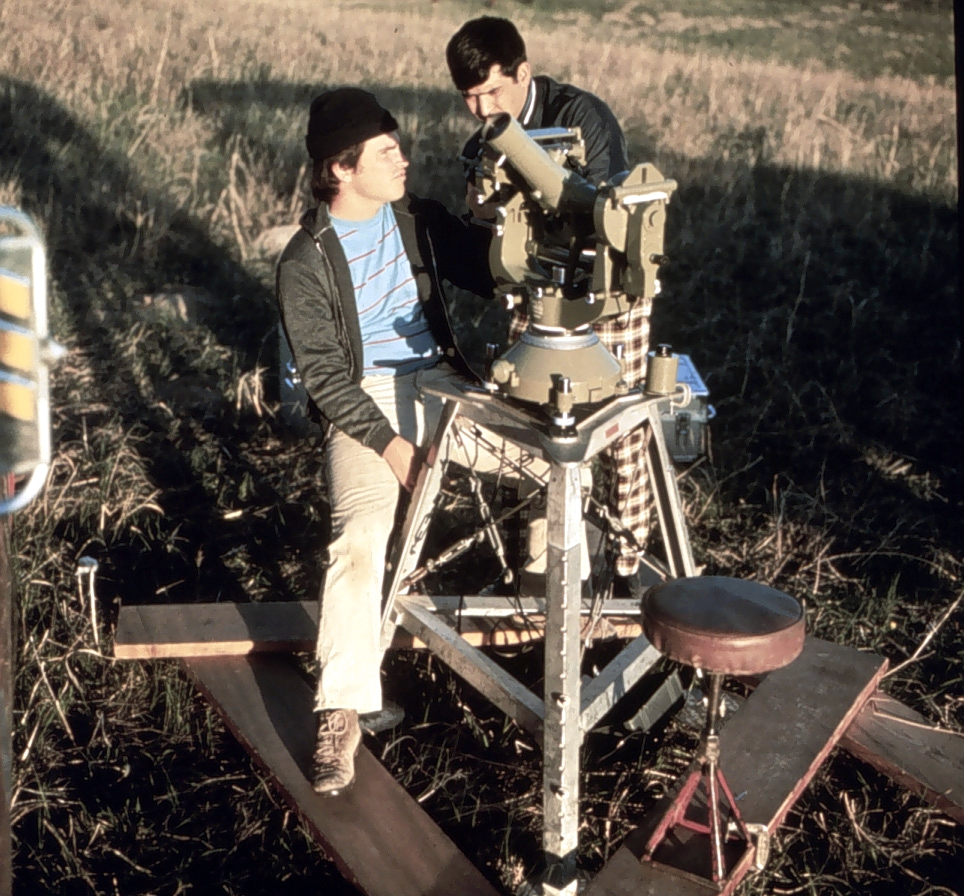
Wissenschaftler mit einem Wild T-4 in den Sandhills in Nebraska

Der Wild T4 ist ein großes Universalinstrument der Schweizer Firma Wild Heerbrugg. Er ist ein Spezialinstrument für astro-geodätische Messungen; seine Produktion wurde aber um 1980 wegen des engen Marktes eingestellt. Weltweit existieren ca. 100 Exemplare.
Sein Unterbau wurde wegen der hohen Stabilität außer für die großen Theodolite auch für andere Instrumente hergestellt bzw. adaptiert, unter anderem für die Satellitenkameras BC-4 des Weltnetzes von 1969–1974.
Der T4 ist sowohl für Triangulationen im Netz erster Ordnung als auch für astronomische Ortsbestimmungen hoher Genauigkeit konstruiert. Er hat ein gebrochenes Fernrohr mit 60 mm Apertur und 550 mm Brennweite, das gegen die nächtliche Abkühlung mit einer Taukappe versehen ist. Die Vergrößerung ist 65-fach, der Strahlengang wird im Schwerpunkt des Fernrohrs durch ein Umlenkprisma um 90° seitlich abgelenkt, sodass er ab dort in der Kippachse verläuft. Diese Konstruktion vereinigt mehrere Vorteile:
1. lässt sich das Fernrohr bis zum Zenit (und darüber hinaus) hochkippen, was für Sternbeobachtungen unerlässlich ist,
2. ist der seitliche Okulareinblick für den Beobachter angenehm
3. und überdies immer waagerecht und in gleicher Höhe,
4. verkürzt sich die Baulänge, was die Fernrohrbiegung und thermische Einflüsse verringert,
5. ist das Fernrohr gut austariert (Knickpunkt genau im Achsenschnittpunkt Kippachse-Stehachse) und damit trotz seiner Länge leicht drehbar,
6. ist die Kippachse für Reiter- bzw. Hängelibellen zugänglich.

Der letztgenannte Aspekt erfordert freilich eine sorgsame Pflege, um bei feuchter Witterung oder Tau jedem Anflug von Rost vorzubeugen.
Das Okular hat ein unpersönliches Mikrometer, das heißt, der bewegliche Faden kann dem beobachteten Stern nachgeführt werden, um die Reaktionszeit und die Zielfehler zu verringern. Es lässt sich beliebig schwenken, sodass auch schräge Sterndurchgänge beobachtbar sind.
Die Teilkreise aus optischem Glas sind sehr fein geteilt (von 2 zu 2 Bogenminuten) und haben Durchmesser von 25 cm (Horizontalkreis) bzw. 15 cm (Höhenkreis). Sie sind mit Planplattenmikrometern an jeweils zwei gegenüberliegenden Stellen ablesbar; die Genauigkeit der Ablesung liegt bei einigen 0,01″. Die Teilkreise und das Gesichtsfeld sind mit regelbarer Beleuchtung versehen.
Die Stehachse ist als wartungsfreie Zylinderachse mit obenliegendem Kugellager ausgeführt, die etwa 30 cm lange Kippachse liegt in justierbaren V-Lagern.
An wichtigen Zusatzgeräten sind eine sehr genaue, beleuchtbare Hängelibelle (Parswert unter 1″) und eine Horrebow-Doppellibelle anzuführen, sowie Anschlüsse für den Chronografen.
Für den Transport wird das Fernrohr aus den Kippachslagern gehoben und der Oberteil in einer flachen Transportkiste fixiert, während der konische Unterteil mit der Alhidade in einer tieferen Kiste Platz findet.
Der Einsatz des T4 in der Landesvermessung begann in der Zwischenkriegszeit und erfolgte hauptsächlich für die Grundlagenvermessung (Triangulierung) und die Astrogeodäsie (Bestimmung von astronomische Breite und Länge, astronomische Azimute). In der Schweiz und Österreich beschränkte sich sein Einsatz auf das Alpenvorland und gut erreichbare Berggipfel, während im Hochgebirge der leichtere und kompaktere DKM3-A der Konkurrenzfirma Kern Aarau vorgezogen wurde.